# غردكشانة
غردكشانة (بالفارسية: گردکشانه) هي مدينة تقع في إيران في Lajan District. يقدر عدد سكانها بـ 2,832 نسمة .